# Vladimir Lamsdorf

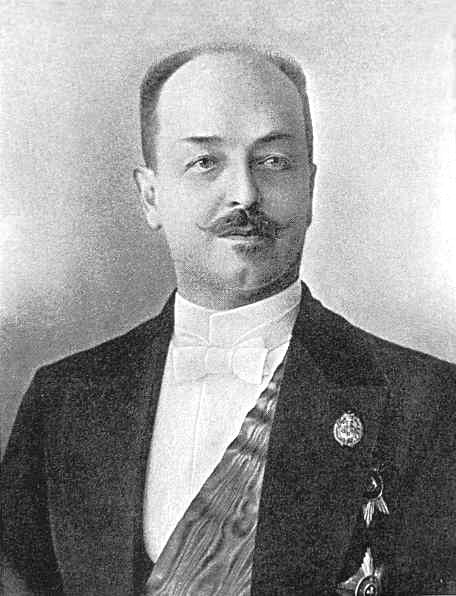
Graaf Vladimir Nikolajevitsj Lamsdorf

Vladimir Nikolajevitsj Lamsdorf (Russisch: Владимир Николаевич Ламсдорф) (Sint-Petersburg, 25 december 1844 - San Remo, 6 maart 1907) was minister van Buitenlandse Zaken van Rusland tijdens de Russisch-Japanse Oorlog en de Revolutie van 1905.

## Jong diplomaat
Graaf Lamsdorf stamde af van een adellijke familie in Westfalen. Lamsdorf liep school in het Tsarskoje Selo-lyceum te Sint-Petersburg. Op het congres van Berlijn was hij in het gevolg van prins Alexander Gortsjakov, de kanselier van het Russische Rijk. In 1884 was hij als diplomaat aanwezig op de ontmoeting van  Alexander III van Rusland, Wilhelm I van Duitsland en Frans Jozef I van Oostenrijk te Skierniewice en Kroměříž. 
De opvolger van Gortsjakov, Nikolai de Giers, duidde Lamsdorf aan als zijn beschermeling en opvolger. In de jaren 1880 steunde hij de Driekeizersbond, maar hij kwam daarop terug na het ontslag van Otto von Bismarck in 1890. In 1897 werd hij viceminister van buitenlandse zaken Hij vervulde een belangrijke rol in de Haagse Conventie in 1899. Hij volgde in 1900 Michail Nikolajevitsj Moeravjov op.

## Minister van Buitenlandse Zaken
Hij hield zich vooral bezig met de Grote Oosterse Kwestie en hij stelde een administratieve hervorming van het Ottomaanse Rijk voor om de Russische positie in de Balkan te versterken. In 1902 bezocht hij Belgrado, Sofia en Wenen om over de Balkan te spreken met Nikola Pašić, Christo Tatartsjev, Agenor Maria Gołuchowski en hun koningen. In september 1903 vergezelde hij tsaar Nikolaas II van Rusland naar Wenen en Mürzzuschlag. Lamsdorf wilde het Ottomaanse Rijk behoeden voor de val omdat hij beducht was voor het Slavisch nationalisme. Hij veroordeelde de Ilinden-Preobrazjenieje Opstand en andere activiteiten van de  Binnenlandse Macedonische Revolutionaire Organisatie. Hij voelde sympathie voor het zionisme van Theodor Herzl.

## Russisch-Japanse Oorlog
De belangrijkste gebeurtenis in de ambtstermijn van Lamsdorf was de Russisch-Japanse Oorlog. Hij stelde voor om te verzaken aan de Russische aanspraken in Korea om de belangen in Mantsjoerije te vrijwaren. Hij vond de politiek in de Stille Oceaan bijzaak en lag in de clinch met jingoïstische militairen van de harde lijn. Admiraal Jevgeni Ivanovitsj Aleksejev oefende veel invloed uit op de tsaar, ook in het Comité voor zaken in het verre oosten. Door toedoen van Aleksejev liet Rusland na om Mantsjoerije tegen 1902 te ontruimen, waardoor oorlog onvermijdelijk werd.
Lamsdorf werd tijdens de oorlog overschaduwd door zijn medewerker, graaf Sergej Witte. Samen onderhandelden ze bij het Verdrag van Portsmouth. Bij hun terugkeer te Sint Petersburg vernamen ze dat de tsaar in het geheim met het Duitse Keizerrijk het Verdrag van Björkö had ondertekend. Zij werkten tegen het geplande verbond van Rusland en Duitsland tegen Groot-Brittannië, waardoor de Duitse regering en pers zich tegen hen keerden.
In 1906 trad Lamsdorf af en pochte hij dat hij het midden had gehouden tussen Potsdam en Buckingham Palace. Hij vergeleek Rusland met een rijke bruid, die niemand in de armen van een ander wil zien. Voorbeelden hiervan waren het Doggersbank-incident en het Verdrag van Björkö.

## Persoonlijkheid
Lamsdorf gold als ontspannen, welopgevoed met fijne manieren. Hij had vrouw noch kinderen en zijn tegenstanders schilderden hem af als homoseksueel. Zo schreef Aleksej Soevorin in zijn dagboek: "De tsaar noemt Lamsdorf mevrouw en maakt zijn vrijer Savitski graaf". 
Bij zijn ontslag kon Lamsdorf bij de Staatsraad van het Russische Rijk, maar hij verkoos zijn laatste jaren aan de Italiaanse Rivièra door te brengen.